# 1933年8月21日日食
1933年8月21日日食是一次日環食，發生於1933年8月21日。新月當天（即朔日），地球上觀測到月球和太阳的角距離極小，此時月球如果恰好在月球交點附近，穿過太阳和地球之間，與地球、太阳接近一直線，則會出現日食。月球穿過太阳和地球之間，但距地球較遠，本影未能接觸地表，而使偽本影覆蓋的區域內看到月球的角直徑小於太陽，就形成日環食，同時在偽本影兩側數千公里的半影範圍內形成日偏食。此次日環食經過了意属利比亚很小一角、埃及、巴勒斯坦託管地、法屬敘利亞託管地、伊拉克、波斯、阿富汗、英屬印度、暹羅、荷屬東印度、砂拉越王國、澳大利亚，日偏食則覆蓋了歐亞大陸的大部分、澳大利亚及周邊部分地區。

## 日食概況

### 出現區域
意属利比亚（今利比亚）東北部與埃及交界處在日出時最先看到日環食，此後月球偽本影向東偏北劃過埃及北部、地中海東南部、西亚，逐漸轉向東南，斜貫南亚和孟加拉灣北部後在英屬印度緬甸伊洛瓦底省東部與仰光省交界處達到最大食分。此後偽本影又斜貫克拉地峽、暹羅灣、南海西南部、馬來群島、澳大利亚北部，在日落時分結束於珊瑚海西部的大堡礁地區。其中，環食帶覆蓋了巴勒斯坦託管地首府耶路撒冷（今以色列和巴勒斯坦國均稱其為本國首都）和伊拉克首都巴格達，此外，當時隸屬巴勒斯坦託管地的今约旦首都安曼也在環食帶內。
偽本影經過的陸地包括：
- 屬利比亞：今利比亚布特南省東北部；
- 埃及王國：今馬特魯省北部、亞歷山大省北半部、布海拉省北部、謝赫村省、西部省北半部、代蓋赫利耶省北半部、杜姆亞特省、東部省北端、塞得港省北部；
- 巴勒斯坦託管地：擦過今巴勒斯坦加沙地带北部，自西向東貫穿以色列中部偏北，經過巴勒斯坦約旦河西岸地區中北部，约旦拜勒加省除南端外的大部、馬代巴省北部、伊爾比德省、阿傑隆省、傑拉什省、扎爾卡省北部、馬弗拉克省除南部和東北角外的大部；
- 敘利亞第一共和國（隸屬法屬敘利亞及黎巴嫩託管地）：今叙利亚戈蘭高地南部、庫奈特拉省極南端、德拉省南半部、蘇韋達省中南部、大馬士革農村省東南部、霍姆斯省南端；
- 伊拉克王國：自西向東橫貫安巴爾省，經過卡爾巴拉省北端、薩拉赫丁省南部、希拉省北部、巴格達省、迪亞拉省南部、瓦西特省北部；
- 波斯：擦過克爾曼沙赫省南部，自西向東橫貫伊拉姆省北部和洛雷斯坦省，經過胡齊斯坦省北部、中央省南部，橫貫伊斯法罕省北部和亞茲德省中部偏北，經過禮薩呼羅珊省南部，橫貫南呼羅珊省北部；
- 阿富汗王國：赫拉特省南部、法拉省北半部、古爾省南端、赫爾曼德省北部、烏魯茲甘省中南部、坎大哈省北部、代孔迪省極南端、扎布爾省除南北兩側外的大部、加茲尼省南部、帕克蒂卡省南半部；
- 英属印度：自西北向東南斜貫今巴基斯坦中部偏北、印度北部、孟加拉国西南部、缅甸南部，其中在缅甸伊洛瓦底省東部與仰光省交界處達到最大食分；
- 暹羅：今泰国北碧府西南部邊境、叻丕府西部、佛丕府除東北部和極西南角外的大部、班武里府北部；
- 荷屬東印度：自西北向東南斜貫今印度尼西亚廖內群島省東北部、西加里曼丹省、中加里曼丹省、南加里曼丹省西南部，經過南苏拉威西省西南端小島，斜貫東努沙登加拉省；
- 砂拉越王国：今馬來西亞砂拉越的古晉省西南部（含今三馬拉漢省極西南角和西連省除東北部外的大部）；
- ：自西北向東南斜貫北領地北部和昆士蘭州中部偏北。[3][4]

除了上述環食帶內能看到日環食之外，月球半影覆蓋範圍內都能看到日偏食，包括北歐中南部、西欧東部、中欧、南欧中東部、東歐除北冰洋沿岸外的大部、北非東半部、中非北部、东非北部、澳大利亚、美拉尼西亞中西部，及亚洲除苏联東北部（今俄罗斯東北半部）、中國東北地區、朝鲜半岛東北半部、日本中北部以外的大部。

### 基本參數
- 類型：日環食
- 食甚中心處（位於英屬印度緬甸伊洛瓦底省東部與仰光省交界處）資料：
  - 時間：1933年8月21日5:48:47.1
  - 地點：16°51.2′N 95°52.2′E / 16.8533°N 95.8700°E
  - 食分：0.9801（環食帶內最大）
  - 日環食持續時間：2分3.6秒

## 相關的日食

### 1931-1935年的日食
月球交替位於相對的月球交點時，以半個交點年（食年），即約177天又4小時間隔出現下列日食。
註：1931年4月18日和1931年10月11日的日偏食屬於上一組交點年系列。1935年1月5日、1935年6月30日的日偏食和1935年12月25日的日環食屬於下一組交點年系列。
| 1931年至1935年的日食系列 | 1931年至1935年的日食系列 | 1931年至1935年的日食系列 | 1931年至1935年的日食系列 | 1931年至1935年的日食系列 | 1931年至1935年的日食系列 |
| ------------------------ | ------------------------ | ------------------------ | ------------------------ | ------------------------ | ------------------------ |
| 降交點                   | 降交點                   |                          | 升交點                   | 升交點                   |                          |
| 沙羅周期                 | 地圖                     | 沙羅周期                 | 地圖                     |                          |                          |
| 114                      | 1931年9月12日 偏食（北） | 119                      | 1932年3月7日 環食        |                          |                          |
| 124                      | 1932年8月31日 全食       | 129                      | 1933年2月24日 環食       |                          |                          |
| 134                      | 1933年8月21日 環食       | 139                      | 1934年2月14日 全食       |                          |                          |
| 144                      | 1934年8月10日 環食       | 149                      | 1935年2月3日 偏食（北）  |                          |                          |
| 154                      | 1935年7月30日 偏食（南） |                          |                          |                          |                          |

### 沙羅周期
沙羅週期長度為18年11天。本次日食屬於沙羅週期134，共包含71次日食，依次為1248年6月22日至1410年9月28日的10次日偏食、1428年10月9日至1554年12月24日的8次日全食、1573年1月3日至1843年6月27日的16次全環食（亦稱混合食）、1861年7月8日至2384年5月21日的30次日環食、2402年6月1日至2510年8月6日的7次日偏食，總共歷時1262.11年。其中最長的全食發生於1428年10月9日，共持續了1分30秒。
下表列舉了1901年至2100年間發生的屬於該周期的日食，是第38至48次：
| 38             | 39             | 40            |
| -------------- | -------------- | ------------- |
| 1915年8月10日  | 1933年8月21日  | 1951年9月1日  |
| 41             | 42             | 43            |
| 1969年9月11日  | 1987年9月23日  | 2005年10月3日 |
| 44             | 45             | 46            |
| 2023年10月14日 | 2041年10月25日 | 2059年11月5日 |
| 47             | 48             |               |
| 2077年11月15日 | 2095年11月27日 |               |

## 資料來源
1. ↑  樊忠玉. . 中国天文科普网.   [2016-03-31]. （原始内容存档于2014-09-17）.
2. 1 2  Fred Espenak. . NASA Eclipse Web Site.   [2016-03-31]. （原始内容存档于2020-10-20）.（英文）
3. ↑  Fred Espenak. . NASA Eclipse Web Site.   [2016-03-31]. （原始内容存档于2020-10-20）.（英文）
4. ↑  Xavier M. Jubier. .   [2016-03-31]. （原始内容存档于2016-11-06）.（法文）（英文）
5. ↑  Fred Espenak. . NASA Eclipse Web Site.   [2016-03-31]. （原始内容存档于2017-12-28）.（英文）
6. ↑  Fred Espenak. . NASA Eclipse Web Site.（英文）

## 外部連結
- NASA日食專頁（页面存档备份，存于）（英文）
- 可見區域圖和時間統計：由弗雷德·埃斯佩纳克做出的日食預報，NASA/GSFC
  - Google互動地圖呈現的日食範圍
  - 貝塞爾元素
- Google地圖顯示的日環食和日偏食範圍（页面存档备份，存于）（法文）（英文）

| \| \| 日食 \|                             |                              |                                           |
| 上一次日食： 1933年2月24日日食 （日環食） | 1933年8月21日日食 （日環食） | 下一次日食： 1934年2月14日日食 （日全食） |
| 上一次日環食： 1933年2月24日日食          | 1933年8月21日日食 （日環食） | 下一次日環食： 1934年8月10日日食          |
|                                           | 日食                         |                                           |